# DDR-Meisterschaften im Hallenfaustball 1953
Die DDR-Meisterschaften im Hallenfaustball 1953 waren die erste Austragung der DDR-Meisterschaften der Männer und Frauen im Hallenfaustball der DDR im Jahre 1953. Sie fanden am 14. und 15. Februar 1953 in der Leipziger Messehalle III statt. Die Männerrunde wurde jedoch wegen Punktegleichstand mehrerer Mannschaften am 27. März in der Werner-Seelenbinder-Halle im Berliner Prenzlauer Berg fortgesetzt.
An den Meisterschaften nahmen elf Männer- und zwölf Frauenmannschaften teil.

## Frauen
Bei den Frauen holten sich die Spielerinnen von Rotation Mitte Dresden den Meistertitel, indem sie im entscheidenden Spiel Motor Megu Leipzig mit 20:13 auf den zweiten Platz verwiesen. Dritter wurde Einheit Weimar, die von den Messestädterinnen mit 10:7 geschlagen wurden.
Endstand
| Platz | Mannschaft             |
| ----- | ---------------------- |
| 1.    | Rotation Mitte Dresden |
| 2.    | Motor Megu Leipzig     |
| 3.    | Einheit Weimar         |

## Männer
Motor Megu Leipzig, Motor West Erfurt und Aktivist Hirschfelde kamen in der Endrunde am 14./15. Februar zu gleichen Punktzahlen. Eine weitere Finalrunde zwischen diesen Mannschaften sollte am 27. März stattfinden.
Endstand
| Platz | Mannschaft               |
| ----- | ------------------------ |
| 1.    | Motor West Erfurt        |
| 2.    | BSG Aktivist Hirschfelde |
|       | Motor Megu Leipzig       |